# Каскесручей
Каскесру́чей (вепс. Kaskezoja, карел. Kaskesoja) — старинная вепсская деревня в составе Рыборецкого вепсского сельского поселения Прионежского района Республики Карелия, комплексный памятник истории.

## Общие сведения
Располагается на юго-западном берегу Онежского озера.

## История
В 1938—1939 годах постановлениями Карельского ЦИК в деревне были закрыты церковь и часовня.

## Население
Численность населения в 1905 году составляла 683 человека.
| 2002 | 2009 | 2010 | 2013 |
| ---- | ---- | ---- | ---- |
| 46   | ↘41  | ↘33  | ↘32  |

## Известные уроженцы
- Лонин, Рюрик Петрович (1930—2009) — Заслуженный работник культуры Республики Карелия.
- Манькин, Иван Павлович (1924—1984) — советский государственный деятель.
- Полин, Константин Минович (1881—1938) — советский государственный деятель.

## Интересные факты
Памятник архитектуры первой половины XIX века — баня Фошкиной из деревни Каскесручей была перенесена в музей-заповедник «Кижи».

## Улицы
- ул. Онежская
- ул. Совхозная

- Баня из деревни Каскесручей в музее-заповеднике «Кижи»
- Утраченная церковь Успения Богородицы, на переднем плане — типичные вепсские могилы с каменными плитами, 1943 год
- Новая церковь Успения Богородицы постройки 2011 года
- Воинский мемориал